# Conjoint du chancelier fédéral d'Allemagne
Les conjoints des chanceliers d'Allemagne depuis la fondation de la RFA en 1949 sont les épouses et époux du chancelier allemand. Depuis 2025, le conjoint du chancelier est Charlotte Merz.

## Rôle
Doris Schröder-Köpf, dont l’époux  Gerhard devient chancelier en 1998, était journaliste pour Bild et Focus ; afin qu'il n'y ait pas de conflit d'intérêts, elle rend sa carte de presse puis s'installe dans un bureau au sein de la chancellerie. Elle mène depuis 2012 une carrière politique, elle fut candidate à des primaires socialistes en Basse-Saxe, qu'elle perd néanmoins. 
En 2005, c'est une femme, Angela Merkel, qui devient chancelière. Contrairement aux anciennes conjointes, Joachim Sauer se fait discret, ne faisant des apparitions publiques qu'une fois par an aux bras de son épouse, lors du festival de Bayreuth, et une fois lors du « programme des épouses » à l'occasion du G8 de 2007, cette année-là organisé en Allemagne. La chancelière explique en 2009 : « Depuis ce jour [2005], il a sans cesse été à mes côtés, notamment lorsque j'ai des obligations internationales. Il y prend du plaisir. Mais il est important pour lui qu'il puisse continuer à exercer comme avant sa profession de chercheur scientifique [...]. Quand nous sommes organisateurs d'un évènement international et que les invités viennent avec leur conjoint, j’apprécie qu'il soit, lui aussi, à mes côtés. Mais je ne lui impose rien. Je ne fais que suggérer ». Il est à noter qu'un sondage réalisé auprès de la population allemande trouve à 77 % naturel qu'il soit en retrait, contre 22 % qui souhaiteraient le voir davantage.
Britta Ernst, dont l’époux est Olaf Scholz, fut ministre de l'Éducation du Schleswig-Holstein entre 2014 et 2017. Depuis 2018, elle est ministre de l'Éducation du Brandebourg.

## Liste des conjoints des chanceliers allemands depuis 1949
| No | Portrait            | Nom                                                     | Début du titre       | Fin du titre      | Conjoint             | Commentaire |
| -- | ------------------- | ------------------------------------------------------- | -------------------- | ----------------- | -------------------- | --- |
| 1  |                     | Personne                                                | 15 septembre 1949    | 15 octobre 1963   | Konrad Adenauer      | Konrad Adenauer est veuf d'Augusta Zinsser en 1948 et ne se remariera plus par la suite.                                                  |
| 2  | Luise Erhard        | Luise Erhard (18 avril 1893 - 9 juillet 1975)           | 15 octobre 1963 1963 | 1er décembre 1966 | Ludwig Erhard        | Mariée à Ludwig Erhard à partir de décembre 1923 jusqu'à son décès, deux ans avant celui de son mari.                                     |
| 3  |                     | Marie-Luise Kiesinger (27 mars 1908 - 15 novembre 1990) | 1er décembre 1966    | 31 octobre 1969   | Kurt Georg Kiesinger | Se marie avec Kurt Georg Kiesinger en décembre 1932 jusqu'à la mort de celui-ci, en 1988.                                                 |
| 4  | Rut Brandt          | Rut Brandt (10 janvier 1920 - 28 juillet 2006)          | 21 octobre 1969      | 7 mai 1974        | Willy Brandt         | Veuve d'un premier mariage, se marie avec Willy Brandt en 1948 et divorce en décembre 1980.                                               |
| 5  | Hannelore Schmidt   | Hannelore Schmidt (3 mars 1919 - 21 octobre 2010)       | 7 mai 1974           | 1er octobre 1982  | Helmut Schmidt       | Se marie avec Helmut Schmidt le 27 juin 1942.                                                                                             |
| 6  | Hannelore Kohl      | Hannelore Kohl (7 mars 1933 - 5 juillet 2001)           | 1er octobre 1982     | 27 octobre 1998   | Helmut Kohl          | Se marie avec Helmut Kohl le 27 juin 1960. Elle se suicida en 2001, à l'âge de 68 ans.                                                    |
| 7  | Doris Schröder-Köpf | Doris Schröder-Köpf (5 août 1963 -)                     | 27 octobre 1998      | 18 octobre 2005   | Gerhard Schröder     | Déjà maman en 1991, elle se marie avec Gerhard Schröder en 1997 et adopta avec son mari deux enfants d'origines russes en 2004 et en 2006 |
| 8  | Joachim Sauer       | Joachim Sauer (19 avril 1949 -)                         | 22 novembre 2005     | 8 décembre 2021   | Angela Merkel        | Père de deux enfants, divorcé en 1985, il se mariera en 1998 avec Angela Merkel.                                                          |
| 9  | Britta Ernst        | Britta Ernst (23 février 1961 -)                        | 8 décembre 2021      | 6 mai 2025        | Olaf Scholz          | Elle est mariée à Olaf Scholz depuis 1998.                                                                                                |
| 10 |                     | Charlotte Merz (1961 -)                                 | 6 mai 2025           | En cours          | Friedrich Merz       | Elle est mariée à Friedrich Merz depuis 1981.                                                                                             |